# 来島海峡第一大橋

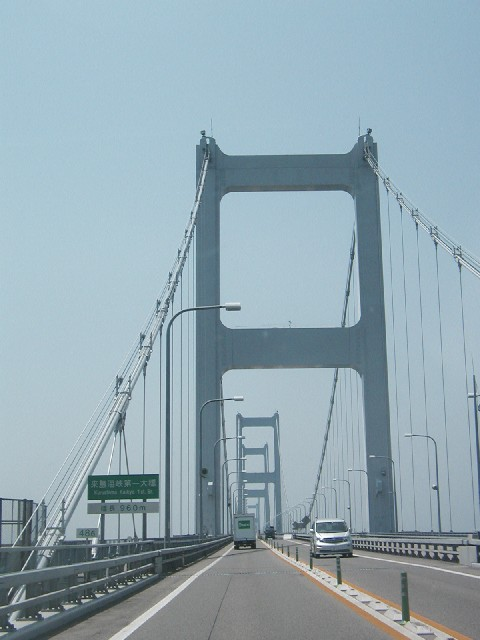
本州側入口

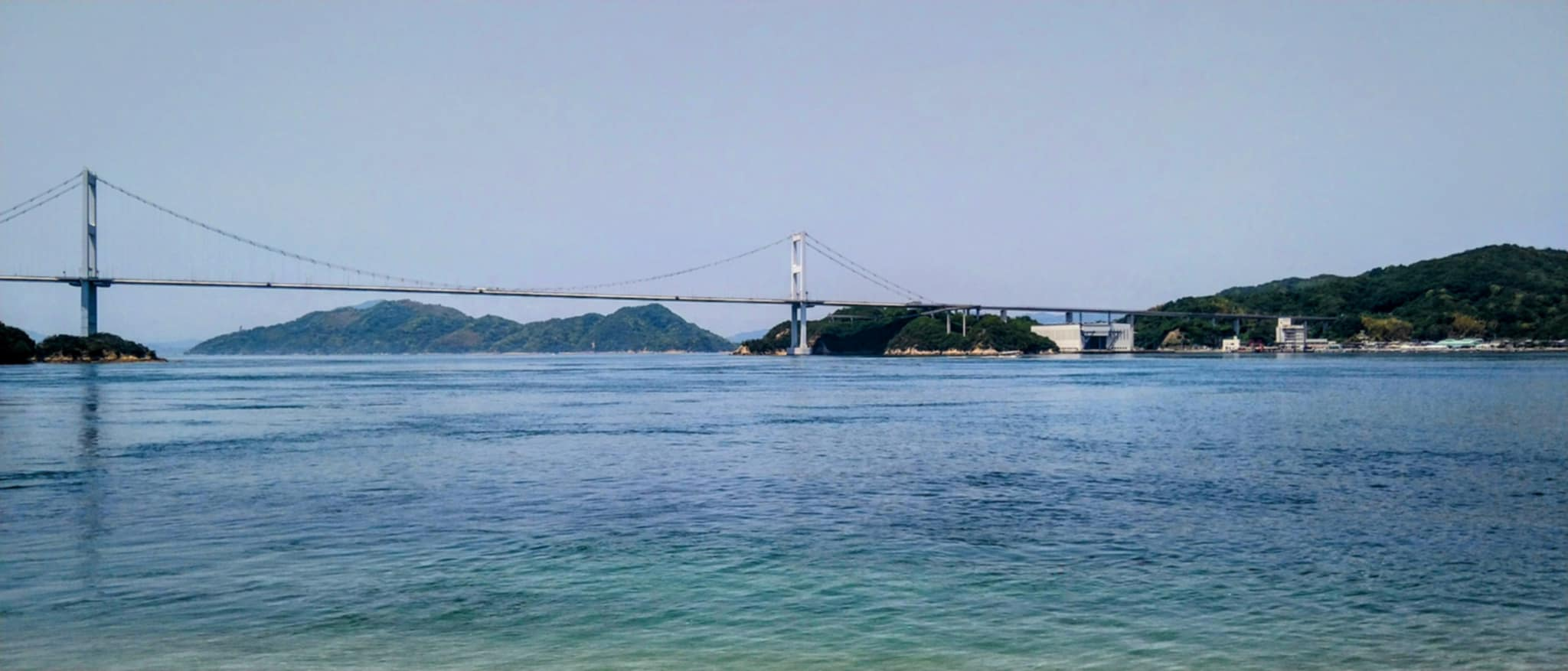
来島海峡第一大橋

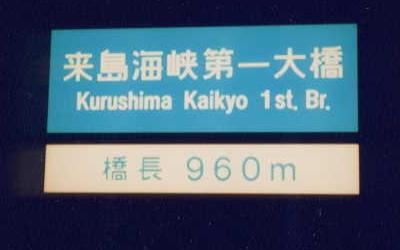
自転車道より撮影

来島海峡第一大橋（くるしまかいきょうだいいちおおはし）は、瀬戸内海の来島海峡に架かる吊橋である。来島海峡大橋の1番目の橋として愛媛県今治市の大島と同市武志島を結び、しまなみ海道（西瀬戸自動車道、国道317号バイパス）の一部を構成する。3径間2ヒンジ補剛箱桁吊橋。

## 構造
- 全長：960m
- 中央径間：600m
- 道路構造：第1種3級
- 設計速度：80km/h（規制速度70km/h）
- 車線数：4車線
- 着工：1988年5月15日
- 供用開始：1999年5月1日

## 特記事項
- 歩行者道、バイク道が併設されている。
- 風速15mで歩行者道、バイク道（愛媛県道325号今治大三島自転車道線）の通行止め、および自動車専用道路部の2輪通行止めと4輪が50km/h規制となる。
- 風速25mで自動車専用道路部が通行止めとなる。